# Kreis Rendsburg

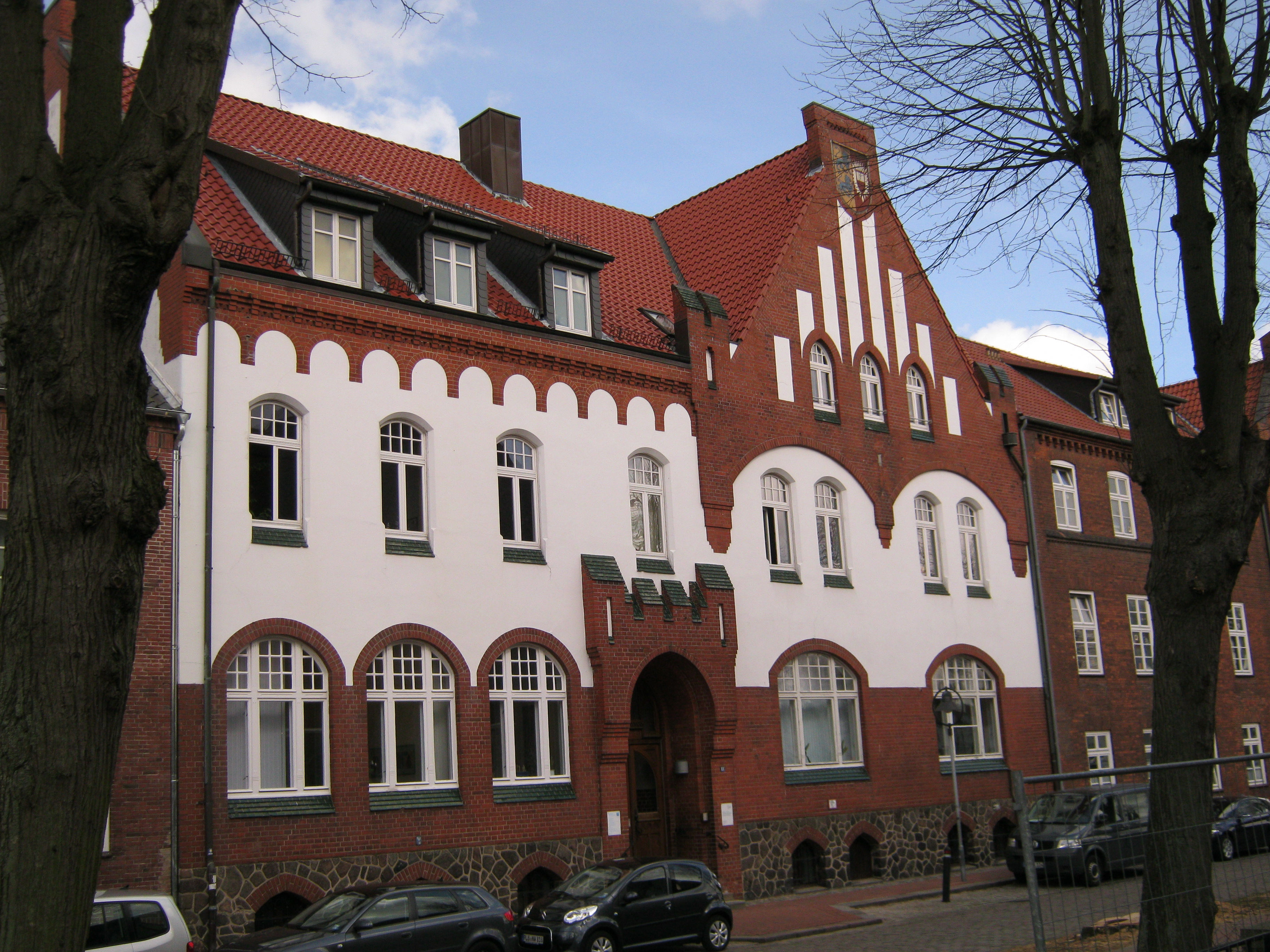
Rendsburg, Prinzenstraße, Kreisverwaltung bis 1952

Der Kreis Rendsburg war von 1867 bis 1970 ein Kreis in Schleswig-Holstein.

## Geographie

### Lage
Der Kreis lag im Norden des Landesteils Holstein.

### Nachbarkreise
Der Kreis grenzte Anfang 1970 im Uhrzeigersinn im Nordwesten beginnend an die Kreise Schleswig und Eckernförde, an die kreisfreie Stadt Kiel, an den Kreis Plön, an die kreisfreie Stadt Neumünster sowie an die Kreise Segeberg, Steinburg, Süderdithmarschen und Norderdithmarschen.

## Geschichte
Der Kreis Rendsburg wurde 1867 als einer von 20 Kreisen der preußischen Provinz Schleswig-Holstein konstituiert. Bereits 1878 kam mit Büdelsdorf und den meisten Gemeinden der heutigen Ämter Hohner Harde und Fockbek ein Teil des Kreises Eckernförde zum Kreis Rendsburg hinzu.

### NS-Zeit
Mit der Verordnung über die Neugliederung von Landkreisen vom 1. August 1932 wurden 29 Gemeinden des aufgelösten Kreises Bordesholm in den Kreis Rendsburg eingegliedert. Die Gemeinde Suchsdorf schied am 1. April 1958 aus dem Kreis aus und wurde Teil der kreisfreien Stadt Kiel. Carl Jacobsen (1910–1985), bis zum Kriegsende regimetreuer Nationalsozialist, war der letzte Landrat des Kreises Rendsburg und der erste Landrat des Kreises Rendsburg-Eckernförde.
Im Kreis Rendsburg waren die Nationalsozialisten genauso aggressiv aktiv, wie in anderen Kreisen Schleswig-Holsteins. Die Nazi‐Netzwerke funktionierten auch noch nach 1945, beispielsweise in der Staatsanwaltschaft. Wilhelm Hamkens, ab 1. August 1930 erster NSDAP-Kreisleiter, dann Landrat des Kreises Rendsburg (1933) und ab 1938 Regierungspräsident in Schleswig, war ein Nationalsozialist der ersten Stunde. Er hatte entscheidenden Anteil am Aufstieg der NSDAP im Kreis Rendsburg. Bereits bei der Kreistagswahl vom 17. November 1929 war er Spitzenkandidat der NSDAP, die mit 14,6 % der Stimmen zur drittstärksten Kraft wurde. Hamkens Aufstieg in der Partei wurde nach einem Besuch Adolf Hitlers bei einer Gauführertagung in Rendsburg am 9. August 1930 nahezu unaufhaltsam. Sein ‚Führer‘ übernachtete in Hamkens Villa in Hohenwestedt, und Hamkens chauffierte ihn am nächsten Tag zu einer Parteiveranstaltung in Kiel. Bei den Kommunalwahlen vom 12. März 1933 errang die NSDAP 19 von 28 Sitzen und damit die absolute Mehrheit. Hamkens machte in den folgenden Jahren von der Möglichkeit, seine Gegner in ‚Schutzhaft‘ nehmen zu lassen reichlich Gebrauch. Als Regierungspräsident von Schleswig war er ab 1938 verantwortlich für die NS-Politik in seinem Wirkungskreis, inklusive der Judenpogrome in der ‚Reichskristallnacht‘ sowie für die bald darauf anlaufende Deportation jüdischer Bürger in die Vernichtungslager. Bei der Reichstagswahl 1938, die mit einer Volksabstimmung verbunden war, gaben 94 % der wahlberechtigten Bürger Rendsburgs ihre Stimme für Adolf Hitler ab. Durch Ausschaltung der politischen Gegner, massive Propaganda, Belebung der Wirtschaft im Rahmen der Aufrüstung, außenpolitische Erfolge, aber auch Druck und Einschüchterung war es dem NS-Staat gelungen, die Bevölkerung für sich zu gewinnen.
Hamkens Weggefährte Heinrich Carl übernahm 1933 das Amt des NSDAP-Kreisleiters. Nach der Eroberung des Baltikums durch die deutsche Wehrmacht und der Errichtung des „Reichskommissariat Ostland“ war Carl als Gebietskommissar mitverantwortlich für die Massen-Vernichtung der Juden, u. a. in dem von ihm verwalteten Sluzk, einer Kreisstadt im Gouvernement Minsk im Oktober 1941.
Unterdessen ging die Kriegsproduktion dank des Einsatzes von Zwangsarbeitern auch im Kreis Rendsburg voran. Im Jahre 1943 waren in Rendsburg und Umgebung über 8.000 Zwangsarbeiter, Zwangsarbeiterinnen und Kriegsgefangene beschäftigt. Sie wurden im Nazi-Jargon „Ostarbeiter“ genannt, durch die drei Buchstaben „OST“ auf der Kleidung öffentlich gekennzeichnet, und kamen überwiegenden aus der Sowjetunion und Polen, aber auch aus Frankreich, den Beneluxstaaten, Skandinavien, der Tschechoslowakei und Italien. Sie arbeiteten unter erniedrigenden und ausbeuterischen Bedingungen in Rüstungsunternehmen wie der Carlshütte in Büdelsdorf, wo 1943 mehr Zwangsarbeiter als regulär Beschäftigte rekrutiert und in Lager gepfercht wurden, in der Landwirtschaft oder im Haushalt, oft mehr als 12 Stunden täglich, sieben Tage in der Woche. Viele von ihnen starben unter diesen Arbeitsbedingungen und wurden auf den Waldfriedhöfen in Osterrönfeld und Büdelsdorf bestattet.
Nicht nur Juden, auch die mit ihnen liierten Bürger wurden weiterhin verfolgt. Im Kreis Rendsburg lebten mehrere Paare in Mischehen, wie das NS-Regime Ehen von „deutschblütigen“ Partnern mit Juden bezeichnete. Sie wurden als Person herabgewürdigt, in ihrer Erwerbstätigkeit eingeschränkt und durch Vorschriften in ihrer Lebensführung gegängelt. Die als „jüdisch“ eingestuften Ehepartner blieben jedoch zumindest bis kurz vor Kriegsende von Deportationen verschont und entgingen so meist dem Holocaust. Die Angst vor Misshandlung und Deportation war aber oft so groß, dass sie viele in sog. 'nicht-privilegierten Mischehen‘ Lebende in den Selbstmord trieb. So z. B. im Dezember 1941 den Rendsburger Chirurgen Dr. Ernst Bamberger, der sich nach Entzug seiner Approbation und seiner chirurgischen Klinik, wegen der Anfeindungen in das Dorf Remmels zurückgezogen hatte. Als ‚privilegiert‘ galt eine jüdische oder nichtarische Ehefrau eines arischen Mannes, wenn deren Kinder als Mischlinge ersten oder zweiten Grades anzusehen waren (also nicht als Volljuden) oder die Ehe kinderlos war. Aber selbst Partner privilegierter Mischehen hatten spätestens ab Januar 1945 mit einer Deportation ins KZ Theresienstadt zu rechnen.
Die Ahndung und Aufarbeitung der Nazi-Verbrechen, einschließlich der Judenverfolgung in Schleswig-Holstein (1933–1945) nach dem Krieg ließ besonders in Schleswig-Holstein zu wünschen übrig. Die meisten Täter wurden entweder freigesprochen oder nach kurzer Haft entlassen. In der Ahnengalerie des Kreises Rendsburg-Eckernförde im Verwaltungshaus Rendsburg befanden sich bis 2014 unkommentiert Bilder ehemaliger Nazi-Landräte aus dem Altkreis Rendsburg, z. B. Walter Hamkens und Julius Peters. Die Stadt Nortorf entschloss sich erst 2013, Adolf Hitler die Ehrenbürgerwürde abzuerkennen.

### Nachkriegszeit
Durch die schleswig-holsteinische Kreisgebietsreform vom 26. April 1970 wurde der größte Teil des Kreises Rendsburg mit dem Kreis Eckernförde zum neuen Kreis Rendsburg-Eckernförde mit Sitz in Rendsburg vereinigt. Die Gemeinden Aasbüttel, Agethorst, Besdorf, Bokelrehm, Bokhorst, Gribbohm, Holstenniendorf, Nienbüttel, Nutteln, Oldenborstel, Puls, Schenefeld, Siezbüttel, Vaale, Vaalermoor, Wacken und Warringholz aus dem Süden des Kreisgebietes kamen zum Kreis Steinburg. Die Gemeinde Einfeld wurde Teil der kreisfreien Stadt Neumünster und die Gemeinde Russee Teil der kreisfreien Stadt Kiel.

## Einwohnerentwicklung
| Jahr | Einwohner | Quelle |
| ---- | --------- | ------ |
| 1890 | 58.086    | [ 14 ] |
| 1900 | 61.700    | [ 14 ] |
| 1910 | 73.108    | [ 14 ] |
| 1925 | 73.833    | [ 14 ] |
| 1939 | 96.386    | [ 14 ] |
| 1946 | 186.489   | [ 15 ] |
| 1950 | 185.229   | [ 14 ] |
| 1960 | 155.900   | [ 14 ] |
| 1968 | 166.500   | [ 16 ] |

## Landräte
- 1867–1877: Peter Friedrich von Willemoes-Suhm
- 1877–1881: Kaspar von Mesmer-Saldern
- 1881–1919: Friedrich Brütt
- 1919–1920: Robert Pfaff (kommissarisch)[17]
- 1. September 1920 – 6. April 1933: Theodor Steltzer
- 7. April 1933 – 24. August 1938: Wilhelm Hamkens (NSDAP)
- 14. März 1939 – 8. Mai 1945: Julius Peters (NSDAP)
- 9. Mai 1945 – 30. September 1945: Otto-Heinz Seybold
- 1. Oktober 1945 – 15. November 1945: Theodor Steltzer (kommissarisch)[18]
- 26. November 1945 – 11. Januar 1946: Wilhelm Friedrich Boyens[19]
- 11. Januar 1946 – 2. Mai 1950: Detlef Struve (CDU) (ehrenamtlich)[20]
- 1. September 1946 – 2. Mai 1950: Heinrich Repenning (Oberkreisdirektor)
- 2. Mai 1950 – 31. Mai 1956: Otto Rohwer
- 1. Juni 1956 – 31. Mai 1975: Carl Jacobsen[21]

## Gemeinden 1970
Vor seiner Auflösung am 26. April 1970 gehörten dem Kreis Rendsburg zuletzt die folgenden 131 Gemeinden an:
| Aasbüttel Achterwehr Agethorst Alt Duvenstedt Altenkattbek Arpsdorf Aukrug Bargstall Bargstedt Beldorf Bendorf Beringstedt Besdorf Blumenthal Bokel Bokelrehm Bokhorst Bordesholm Borgdorf-Seedorf Bornholt Bovenau Brammer Bredenbek Breiholz Brinjahe Büdelsdorf Christiansholm Dätgen Deutsch Nienhof Ehndorf Einfeld Eisendorf Ellerdorf | Elsdorf-Westermühlen Embühren Emkendorf Felde Fockbek Friedrichsgraben Friedrichsholm Gnutz Gokels Grauel Grevenkrug Gribbohm Groß Vollstedt Haale Hamdorf Hamweddel Hanerau-Hademarschen Haßmoor Heinkenborstel Hoffeld Hohenwestedt Hohn Holstenniendorf Holtdorf Hörsten Jahrsdorf Jevenstedt Königshügel Krogaspe Kronshagen Krummwisch Langwedel Lohe-Föhrden | Loop Luhnstedt Lütjenwestedt Meezen Melsdorf Mielkendorf Molfsee Mörel Mühbrook Nienborstel Nienbüttel Nienkattbek Nindorf Nortorf, Stadt Nübbel Nutteln Oldenborstel Oldenbüttel Oldenhütten Ostenfeld Osterrönfeld Osterstedt Ottendorf Padenstedt Prinzenmoor Puls Quarnbek Rade b. Hohenwestedt Rade b. Rendsburg Remmels Rendsburg, Stadt Rickert Rodenbek | Rumohr Russee Schacht-Audorf Schenefeld Schierensee Schmalstede Schönbek Schülldorf Schülp b. Nortorf Schülp b. Rendsburg Schwabe Seefeld Siezbüttel Sophienhamm Sören Stafstedt Steenfeld Tackesdorf Tappendorf Thaden Timmaspe Todenbüttel Vaale Vaalermoor Wacken Wapelfeld Warder Warringholz Wasbek Wattenbek Westensee Westerrönfeld |

## Ehemalige Gemeinden
Die folgenden Gemeinden des Kreises Rendsburg wurden während seines Bestehens in andere Gemeinden eingegliedert:
| Gemeinde       | eingemeindet nach    | Datum             |
| -------------- | -------------------- | ----------------- |
| Bargfeld       | Aukrug               | 31. Dezember 1969 |
| Böken          | Aukrug               | 31. Dezember 1969 |
| Bünzen         | Aukrug               | 31. Dezember 1969 |
| Ehlersdorf     | Bovenau              | 1. April 1938     |
| Glüsing        | Hohenwestedt         | 1. Oktober 1938   |
| Großenbornholt | Bornholt             | 1. April 1938     |
| Hademarschen   | Hanerau-Hademarschen | 1. April 1938     |
| Hanerau        | Hanerau-Hademarschen | 1. April 1938     |
| Homfeld        | Aukrug               | 31. Dezember 1969 |
| Innien         | Aukrug               | 31. Dezember 1969 |
| Julianenebene  | Hohn                 | 1. April 1938     |
| Liesbüttel     | Steenfeld            | 1. April 1938     |
| Lütjenbornholt | Bornholt             | 1. April 1938     |
| Maisborstel    | Todenbüttel          | 1. April 1938     |
| Ohe            | Schülldorf           | 1. April 1939     |
| Ohrsee         | Gokels               | 1. April 1938     |
| Oersdorf       | Bendorf              | 1. April 1938     |
| Pemeln         | Steenfeld            | 1. April 1938     |
| Sprenge        | Rumohr               | 1. April 1938     |
| Suchsdorf      | Kiel                 | 1. April 1958     |
| Thienbüttel    | Nortorf              | 1. April 1938     |
| Vaasbüttel     | Hohenwestedt         | 1. April 1938     |

Bis zu ihrer Auflösung in den 1920er Jahren gab es im Kreis Rendsburg außerdem mehrere Gutsbezirke.

## Kfz-Kennzeichen
Am 1. Juli 1956 wurde dem Kreis bei der Einführung der bis heute gültigen Kfz-Kennzeichen das Unterscheidungszeichen RD zugewiesen. Es wird im Kreis Rendsburg-Eckernförde durchgängig bis heute ausgegeben.